# 도라에몽의 노래
〈도라에몽의 노래〉(일본어: ドラえもんのうた)는 1979년 4월 2일부터 2005년 10월 21일까지 정식으로 사용한 TV아사히 도라에몽의 오프닝이다. 도라에몽 오프닝 중에서 가장 오래 쓰인 오프닝이다.

## 역사
- TV 애니메이션
  - 오오스기 쿠미코 (1979년 4월 2일(4월 8일)~1992년 10월 2일) (오오야마 성우진)
  - 야마노 사토코 (1992년 10월 9일~2002년 9월 20일) (오오야마 성우진)
  - 도쿄푸링 (2002년 10월 4일~2003년 4월 11일) (오오야마 성우진)
  - 와타나베 미사토 (2003년 4월 18일~2004년 4월 23일) (오오야마 성우진)
  - AJI (2004년 4월 30일~2005년 3월 18일) (오오야마 성우진)
  - 여자십이악방 (2005년 4월 15일~10월 21일) (미즈타 성우진)
여자십이악방판은 다른 도라에몽의 노래와 달리 가사 없이 반주만 사용한다.
- 영화
  - 오오스기 쿠미코 (1982년 노비타의 대마경~1988년 노비타의 파라렐 서유기)
  - 야마노 사토코 (1989년 노비타의 일본탄생~1997년 노비타의 태엽도시 모험기, 1999년 노비타의 우주표류기, 2001년 노비타와 날개의 용자들~2004년 노비타의 완냥시공전)
  - 요시카와 히나노 (1998년 노비타의 남해대모험)
  - 빈 소년 합창단 (2000년 노비타의 태양왕전설)

## 대한민국에서의 사용
2001년부터 2002년까지 MBC에서 도라에몽의 노래를 오프닝으로 사용했는데 배경은 야마노 사토코 2번째 버전 (일본:1995년 4월 14일~2002년 9월 20일 사용)을 사용했다. 그러나 음악은 야마노 사토코 버전을 편곡한 곡으로 오상은(니모)이 불렀다.
2006년부터 방송하고 있는 챔프에서는 챔프판 도라에몽에서는 10기까지는 오프닝으로 챔프판 신도라에몽, 15기를 제외한 도라에몽 11기 이후부터는 엔딩으로 사용한다.챔프판 도라에몽에서의 배경은 오오스기 쿠미코 4번째 버전 (1984년 4월 6일부터 1992년 10월 2일까지 사용)을 사용한다. 그러나 음악은 야마노 사토코 버전을 사용한다. 
 처음으로 로고를 CG 처리하였다. 하지만 15기를 제외한 11기 이후부터는 (엔딩) 야미노 사토코 2번째 버전을 똑같이 사용한다. 챔프판 신도라에몽에서의 배경은 여자십이악방 버전이지만 음악은 챔프판 도라에몽 오프닝처럼 야마노 사토코 버전을 사용한다. 또한 원래 여자십이악방버전은 반주만 있지만 챔프판 신도라에몽에서는 가사도 같이 부른다.
챔프판에서는 도라에몽의 노래 첫 부분 "이런 것 좋겠네 가능하면 좋겠네"를 "하고 싶은 일 모두 할 수 있음 좋겠네."로 사용한다.

## 기타
2006년 4월 신생 도라에몽 1주년 스페셜에서 도라에몽의 노래 오오스기 쿠미코 4번째 버전 (1984년 4월 6일~1992년 10월 2일)이 사용되었다.